# SZD-50 Puchacz
PZL Bielsko SZD-50 Puchacz (polsk: Stor hornugle) er et polsk tosædet svævefly, som benyttes til uddannelse og kunstflyvning.

## Udvikling
Puchacz'en blev designet af diplomingeniør Adam Meus på basis af prototypen SZD-50-1 Dromader. Den var tænkt som efterfølger til den populære Bocian. Den fløj første gang 21. december 1976.
Puchacz'en er blevet meget populært i mange lande, hvilket tilskrives en moderat prissætning, alsidighed samt gode håndteringsegenskaber såvel i luften som på jorden.
Et antal uheld med dødelig udgang med spin har fundet sted med Puchacz'en. Efterforskningen har i de enkelte tilfælde frikendt flyets design, men typens omdømme har dog lidt skade. Typens tilhængere peger på, at det var designet til loyalt at reagere på pilotens input – også de uhensigtsmæssige. Begrænsede fejl har forekommet ved siderorspedalerne og styrepinden, men dette er afhjulpet gennem pligtige ændringer.

## Beskrivelse
Flyets overflade består af en polyurethan-maling i stedet for den mere udbredte gelcoat. Flyet består hovedsageligt af glasfiber, men kroppen har to træribber omkring hvor vingerne kobles til kroppen og understellet. Ved samling indsættes en enkelt hovedbolt til sikring af vingerne og en fjederbelastet pal holder haleplanets to dele sammen.
De to sæder er anbragt bag hinanden, og det forreste sæde anvendes ved soloflyvning. Pedalerne til forreste sæde samt bageste sæde kan justeres. Instrumenterne ved forsædet er placeret således, at de let kan ses fra bagsædet, men separate instrumenter til bagsædet fås også.
Puchacz'en opfylder såvel kravene i OSTIV og JAR-22 Utility Category og er godkendt til udvidet kunstflyvning, herunder flyvning på hovedet og rulning.